# ロドルフォ・グラツィアーニ
初代ネゲッリ侯ロドルフォ・グラツィアーニ（Rodolfo Graziani, Marchese di Neghelli、1882年8月11日 - 1955年1月11日）は、イタリア王国及びイタリア社会共和国の軍人、政治家。最終階級は陸軍元帥。

## 生涯

### 初期の経歴
1882年8月11日、王都ローマ近郊に位置するラツィオ州フロジノーネ県フィレッティーノに医師の子として生まれる。当初は親の意向によりスビアーコの神学校に通っていたが、1903年に軍人になることを決意してモデナ陸軍士官学校（伊語版）に入校、陸軍少尉に任官した。1904年5月1日に中尉へ昇進、1906年にはローマの第1擲弾兵連隊に配属され、1908年にエリトリアに留学して現地で用いられているアラビア語とティグリニャ語を習得した。1911年、滞在中に毒蛇に噛まれる不運に遭い治療に一年を費やさなければならなくなった。しかしその直後に起きた伊土戦争で活躍する機会に恵まれ、陸軍大尉に昇進した。
1915年、第一次世界大戦にイタリア王国が参戦すると第131歩兵連隊の士官としてイソンヅォ戦線の山岳戦に従事、武功青銅勲章を受勲するなど幾度も戦功を上げ、昇進も重ねてピアーヴェ川の戦いでは陸軍中佐として第57歩兵連隊の連隊長を務めた。1918年、イタリア陸軍の最年少記録となる36歳での大佐昇進を果たし、自身も参加したヴィットリオ・ヴェネトの戦いでオーストリア・ハンガリー帝国軍は降伏した。
第一次世界大戦後、政情不安やイタリア社会党・イタリア共産党の台頭に危機感を覚え、政治家ベニート・ムッソリーニが率いる退役兵組織『イタリア戦闘者ファッシ』が主導するファシズム運動に協力している。イタリア戦闘者ファッシを前身に結党された国家ファシスト党は1922年のローマ進軍で政権を獲得し、自身も1924年に国家ファシスト党へ入党した。

### 植民地戦争

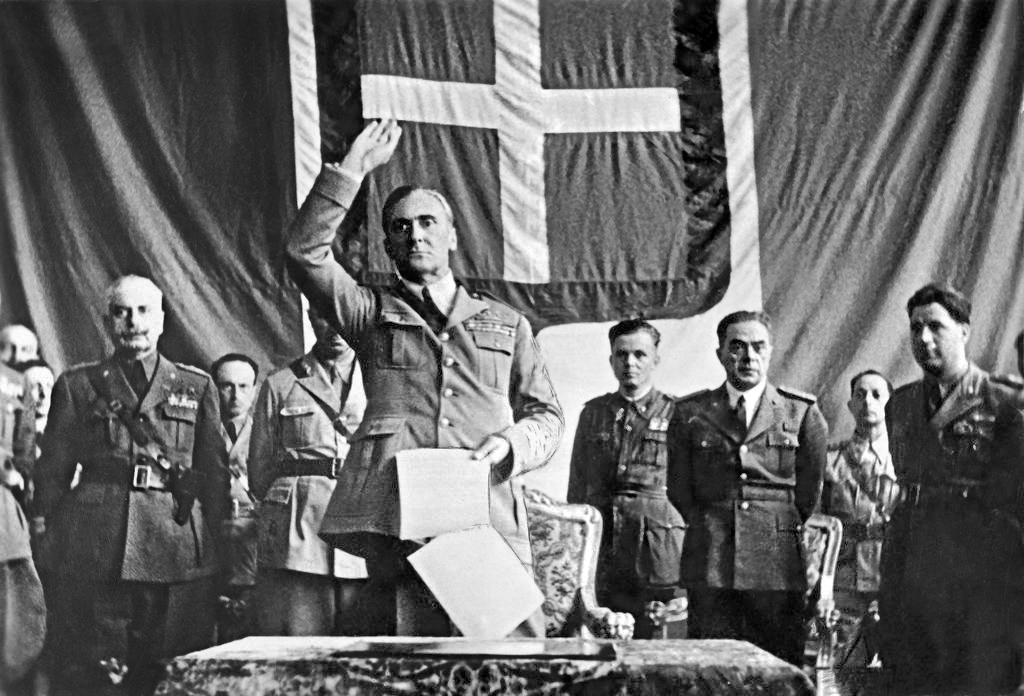
1937年、東アフリカ帝国副王に就任するグラツィアーニ

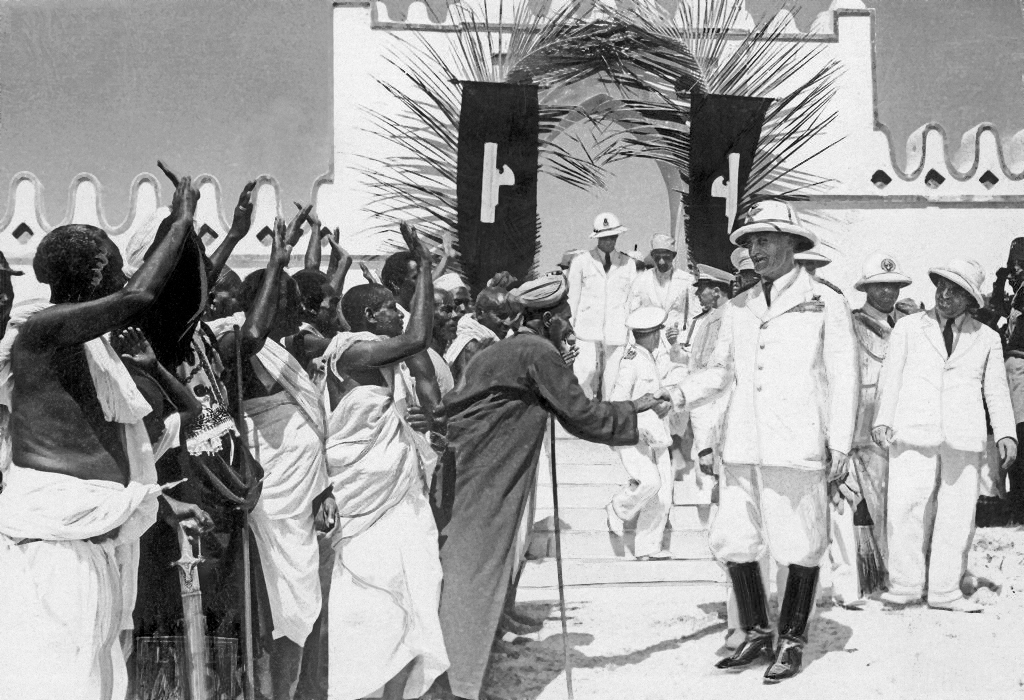
1937年2月18日、モガディシュを訪問するグラツィアーニ

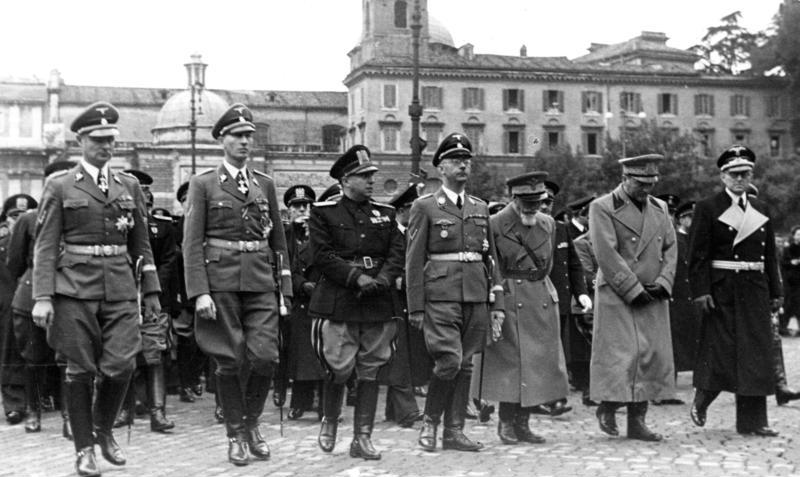
ファシスト党及びナチ党の要人と共に警察長官アルトゥーロ・ボッチーニの葬儀に参列するグラツィアーニ
左からカール・ヴォルフ親衛隊大将、ラインハルト・ハイドリヒ親衛隊大将、アデルチ・セレーナ公共労働大臣（伊語版）、ハインリヒ・ヒムラー親衛隊全国指導者、エミーリオ・デ・ボーノ陸軍元帥、グラツィアーニ、ハンス・ゲオルク・フォン・マッケンゼン駐伊大使（独語版）

#### キレナイカ・ソマリランド総督
1920年代、グラツィアーニは北アフリカにある三つの植民地州（トリポリタニア・フェザーン・キレナイカ）への赴任命令を受け、植民地統治に従事した。北アフリカの植民地州ではサヌーシー戦争以来の反ヨーロッパ運動が継続していたが、植民地軍を率いてサヌーシー教団の鎮圧に尽力した。騎兵中心のベドウィンに対抗すべく機械化戦力を砂漠戦に導入し、周辺地域からの補給を寸断する為のバリケード（英語版）を国境沿いに建設させた。国境管理や治安部隊の指揮だけではなく、植民地州各地に強制収容所を建設して反乱に協力した現地住民を収監する計画も実施している。収容所では収監された政治犯の一部が死亡したと見られているが、死亡した囚人の大部分は餓死や処刑によると見られている。グラツィアーニの治安回復作戦は非常に徹底しており、抵抗が最後まで続いた内陸部のフェザーンでは「フェザーンの屠殺者」との渾名で恐れられた。
1930年3月、陸軍中将に昇進していたグラツィアーニは功績を評価されて植民地州の内の一つである伊領キレナイカ（英語版）の総督に任命、期待に応えて翌年にサヌーシー教団の指導者オマル・ムフタールを捕虜にした。ムフタールの処遇について上官であるピエトロ・バドリオ陸軍元帥の要求した略式処刑を拒否し、正式な軍事裁判を行った。同年9月16日、停戦合意違反による有罪判決を経てムフタールを絞首刑とした。治安回復の目処をつけ、イタリア国内では「リビアの調停者」として国民的な人気を博し、1932年には陸軍大将へ昇進した。
1933年12月31日、トリポリタニア・フェザーン・キレナイカが新たに伊領リビア（英語版）として統合された事に伴ってキレナイカ総督は実権を持たない名誉職となり、一旦イタリア本国に帰還した。1935年3月6日、今度は東アフリカの植民地州で伊領エリトリアと隣接する伊領ソマリランド（英語版）の総督に任命された。

#### 第二次エチオピア戦争
1935年10月3日、第二次エチオピア戦争が発生した時点でグラツィアーニはソマリランド総督の任期中であった為、そのままエリトリア・ソマリランド方面軍の司令官を兼務してエミーリオ・デ・ボーノ陸軍元帥指揮下でエチオピア帝国西方からの侵攻を担当した。グラツィアーニはオガデン州への進軍を行い、ドイツ軍のヒンデンブルク線を参考にトルコ軍の援助で建設された要塞線「ヒンデンブルク壁」に立て籠もるエチオピア帝国軍と対峙した。開始されたオガデンの戦い（英語版）ではエチオピア帝国軍の抵抗を退けて要塞線を突破、オガデン州を制圧して首都アディスアベバへの追撃を開始した。
同年12月、過度に慎重なデ・ボーノ元帥が更迭されてバドリオ元帥が後任の遠征軍総司令官となり、デ・ボーノ元帥とは正反対に積極的な攻勢を命じるバドリオ元帥は毒ガスや戦略爆撃も厭わない強行軍で軍を進ませ、メイチュウの戦いでエチオピア帝国軍主力を殲滅した。1936年5月5日、オガデン州制圧後は北方へ進んでいたグラツィアーニは一足先に首都アディスアベバにバドリオ元帥が入城して戦争が終結したとの報告を受けた。既に元帥就任時に侯爵位を与えられていたバドリオ元帥はアディスアベバ公（duca di Addis Abeba）に昇爵する名誉に与ったが、手柄を横取りされた形となるグラツィアーニに対してもサヴォイア家からネゲッリ侯（Marchese di Neghelli）の爵位が与えられた。1936年5月9日、伊領ソマリランドと伊領エリトリア、旧エチオピア帝国領を統合して伊領東アフリカ帝国が建国され、ソマリランド総督の任務を終えたグラツィアーニは陸軍元帥へ昇格、これまで上官であったバドリオ元帥やデ・ボーノ元帥らと並ぶ地位を得た。

#### 東アフリカ帝国副王
1936年6月11日、東アフリカ帝国の総督職である副王に就任していたバドリオ元帥が本国帰還を希望したため、グラツィアーニが第2代副王となった。
東アフリカ属州の副王として、グラツィアーニはエチオピア正教会の信徒やエリトリア系住民の暗殺未遂事件に直面した事から北アフリカ時代と同じく徹底した武断統治を行った。一説に3万名以上の現地人を反乱者として処刑したとされ、やがて一東アフリカ殖民州でも「屠殺者」の渾名で恐れられるようになった。治安回復という点でも北アフリカと同様の成果を挙げたが、ファシスト政権で植民地統治を穏当に進める方針が新たに策定されると武断統治は議論の対象となった。1937年12月21日、サヴォイア家の一族であるアオスタ公アメデーオ・ディ・サヴォイアが第3代副王として送り込まれ、グラツィアーニはイタリア本国に帰還した。
帰国後の1939年には論功行賞として陸軍参謀総長に推挙され、陸軍の総司令官となった。

### 第二次世界大戦

#### エジプト遠征

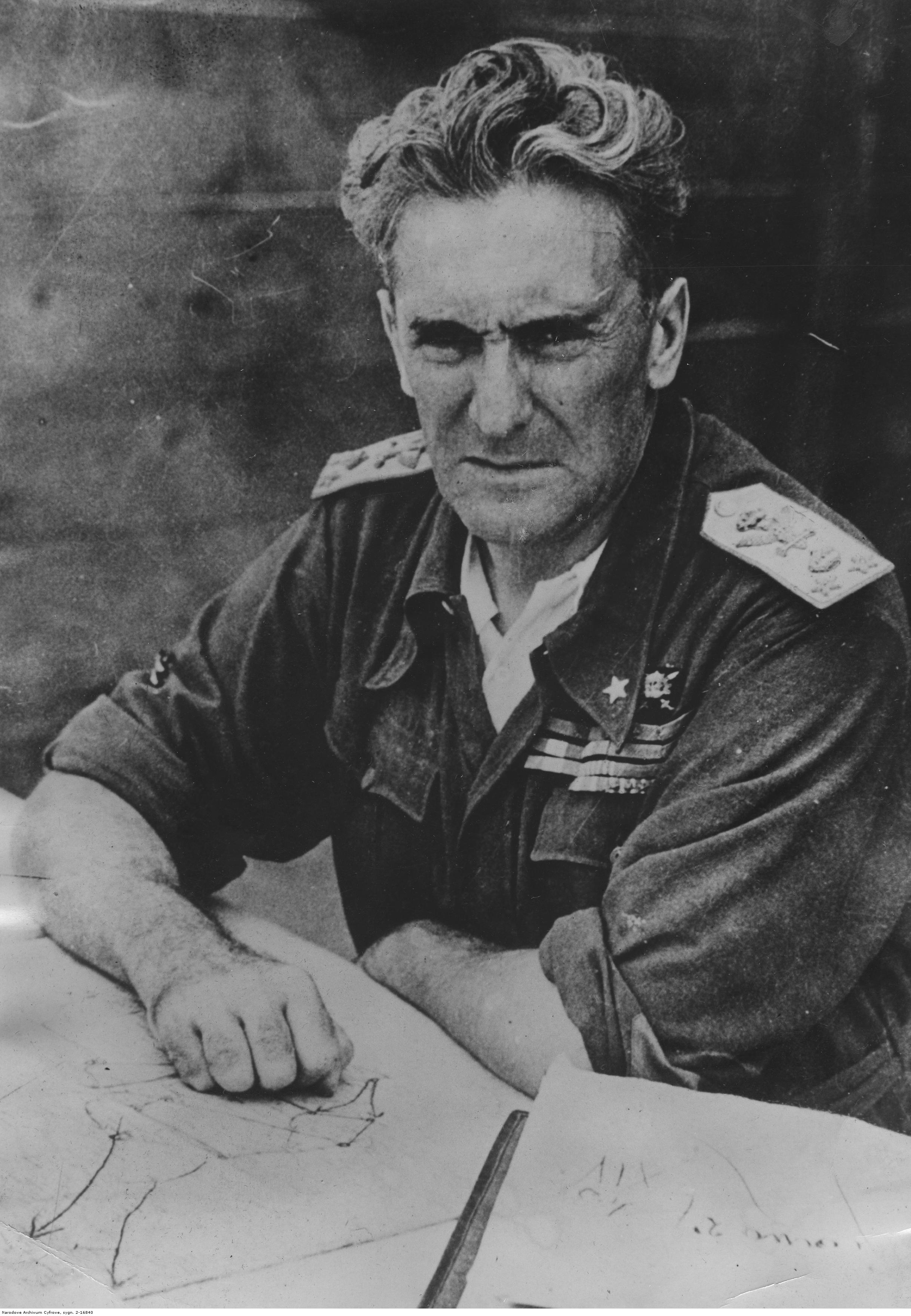
1940年10月、北アフリカ戦線でのグラツィアーニ

1939年9月1日、ナチス・ドイツのポーランド侵攻で第二次世界大戦が勃発した際、陸軍参謀総長の立場から「軍備が不足している」としてイタロ・バルボ空軍元帥、バドリオ陸軍元帥らと参戦反対を表明した。当初は軍部の中立路線に同意していたベニート・ムッソリーニ国家統領であったが、フランス戦役におけるドイツの電撃戦に圧倒されて1940年6月10日に大戦参加を決定した。1940年7月1日、リビア総督に着任していたバルボが事故死を遂げた後、後任のリビア総督に任命され、数年前に去った北アフリカ殖民州へ再度赴任した。
対英戦を重視するドイツのアドルフ・ヒトラー総統の強い要請から、ムッソリーニ国家統領は東アフリカと北アフリカの殖民州で積極的な攻勢計画を進めていた。しかし軍備不足のイタリア陸軍及び植民地軍には装甲戦力や機械化部隊が英軍より少数しかなく、弾薬や燃料など基本的な物資も欠乏しつつあった。前任者のバルボ空軍元帥は数的に有利であっても装備や物資で劣れば勝機は無いとして王国軍参謀総長となったバドリオ陸軍元帥に援軍を要請したが、工業力に乏しい状態では到底不可能であった。後任のグラツィアーニも全くの同意見であり、「蚤が象に立ち向かう暴挙」と攻勢計画を批判している。
再三にわたって遠征延期を繰り返していたが、あくまでも遠征を強行するムッソリーニ国家統領の意思は変わらず、やむなく1940年8月8日に英領エジプトへの遠征をリビア方面軍に命令した（イタリアのエジプト侵攻）。
リビア方面軍は仏領アルジェリア側の伊第5軍（英語版）と英領エジプト側の伊第10軍（英語版）の指揮系統に分かれていた。仏領アルジェリア側の伊第5軍はヴィシーフランス政府の自由フランス政府への離反も予想された事から参加せず、遠征部隊は計15個師団・5個軍団からなる伊第10軍を中心とした。グラツィアーニは作戦目標をアレクサンドリアに通じる鉄道網の掌握とし、その入り口であるマルサ・マトルーを占領する事とした。伊第10軍司令官のマリオ・ベルディ陸軍大将（英語版）は第21軍団・第23軍団を抽出して西エジプトへ進軍させた。戦いは英軍の戦略的撤退によって補給線が引き伸ばされた末、兵站や輸送戦力の不足からマルサ・マトルー後方のシディ・バラーニで攻勢限界点に達し、作戦目標を達成できなかった。
グラツィアーニは前線での作戦指揮に不備があった事も含めてベルディ陸軍大将を司令官から解任し、砂漠戦の経験が豊富なジュゼッペ・テレーラ陸軍中将（英語版）と交代させた。またシディ・バラーニに陣地と物資集積拠点を建設しつつ本国に増援を要請したが、陣地建設は物資不足と地形の困難さから完成せず、ムッソリーニ国家統領が新たにイタリア・ギリシャ戦争を実施した事から援軍派遣は延期され続けた。

#### 退役
1940年12月8日、英軍の反攻作戦「コンパス」が発動されると、陣地守備に付いていた2個軍団は対戦車戦力もなく英軍の装甲部隊に防衛線を突破され、続く機械化部隊によって包囲殲滅された。グラツィアーニは遠征軍残余にキレナイカへの撤収を許可したが、徒歩部隊が中心の伊軍部隊は後退すら阻まれて再度の包囲を受け、包囲突破を目指した突撃を最後に壊滅して指揮を執っていたテレーラ中将も戦死した。伊第10軍の後方部隊はアンニバレ・ベルゴンゾーリ陸軍中将（英語版）の指揮下でバルディアに防衛線を再構築したが、制海権を奪った英軍海軍の艦砲射撃で消耗した末に突破された。一連の戦闘で11万5000名が捕虜となり、伊第10軍全体が壊滅状態となった。グラツィアーニはトリポリの方面軍司令部で作戦の責任を取って方面軍司令官を辞任し、軍を退役した。
元々作戦に反対であった事や、対案である援軍派遣が拒否された状態での敗北を考えれば無謀な戦争計画の責任を押し付けられた形となったが、グラツィアーニは抗弁しなかった。ドイツ・アフリカ軍団の到着後、漸くファシスト政権は北アフリカ戦線に機械化師団や空挺師団、戦車師団を増援として派遣したが、これらは遠征前にバルボ空軍元帥やグラツィアーニが熱望していた戦力であった。

#### 軍への復帰
退役後はローマ市内で隠遁生活を送っていたが戦況悪化による反政府クーデターには否定的であり、ファシズムへの支持を取り下げる事も無かった。1943年9月18日、幽閉されていたムッソリーニ国家統領がナチス・ドイツによって救出され、イタリア社会共和国（RSI）が建国されるとRSI政府の要請に応じて共和ファシスト党に入党した。ピエトロ・バドリオ陸軍元帥とジョヴァンニ・メッセ陸軍元帥が南部王国政府に参加し、ウーゴ・カヴァッレーロ陸軍元帥とエミーリオ・デ・ボーノ陸軍元帥がRSI政府に処刑された状況下で、陸軍元帥の称号を持つグラツィアーニが協力を表明した事は非常に大きな意味を持った。
ムッソリーニ国家統領から国防相に任命され、ドイツ国防軍との協力でイタリア社会共和国国防軍の編成に取り掛かり、4個歩兵師団を前線に展開させた。政権後半にはドイツ軍から独立指揮権を認められ、リグリア軍集団を編成してアルフレード・グッツォーニ陸軍大将(英語版)を軍集団司令官に任命した。リグリア軍集団はガルファーニャの戦い（英語版）で連合軍に戦術的勝利を得ている。1945年4月27日、南欧での枢軸軍の総崩れとムッソリーニの処刑によってRSI政府は解散され、4月29日にRSI軍も連合軍との休戦交渉に入り、国防大臣であるグラツィアーニの署名を持って武装解除された。
ナチスドイツでも4月30日にヒトラーが自決、5月4日にドイツ国防軍のC軍集団が降伏し、イタリアでの世界大戦は終結した（欧州戦線全体の終結は5月9日）。

### 戦後

#### 裁判
第二次世界大戦後、ドイツではナチ党政府の戦犯に対するニュルンベルク裁判と非ナチ化政策が実施されたが、イタリアにおいてもファシスト政権関係者に対する戦犯裁判が実施された。国際戦犯法廷ではなく、イタリア王国（共和制移行後はイタリア共和国）の国内裁判による実施が国際連合によって認められた。法廷でグラツィアーニは主に「ナチス・ドイツ政府及びイタリア社会共和国政府への協力」を罪状として問われ、禁固19年を言い渡された。共和制に移行したイタリアの国際社会復帰を急ぐ国際連合は裁判の結果を受け入れたが、イタリア王国時代の植民地や占領地における戦争責任が追及されていないとする批判が行われ、特に再独立を達成したエチオピア帝国政府から国連に抗議が行われた。そもそもイタリア王国が常任理事国であった国際連盟では、植民地戦争についての戦争犯罪は追及されなかった。また連合軍参加国によって国際連盟が国際連合に再編された際、枢軸軍参加国の戦争犯罪を検証する連合国戦争犯罪委員会が組織されていたが、やはりイタリア王国及びイタリア共和国について追及は行われなかった。
1948年3月4日、エチオピアはグラツィアーニら複数の要人がアビシニア人の根絶を軍や行政機関に命令していたとして、連合国戦争犯罪委員会に提訴した。国連はグラツィアーニを含めた8名のイタリア王国時代の将軍に民族浄化の意志があった事を認めたが、常任理事国であるイギリスの強い反対でイタリア王国軍の将官を国連が戦犯として追及する事は却下された。エチオピア・エリトリア連邦などの係争を抱えていた事もあり、最終的にエチオピア政府は提訴を断念した。
1952年、連合国及びイタリア共和国の恩赦によって禁固4年の刑期に短縮され、グラツィアーニは捕虜収容所から釈放された。釈放後は軍に戻らず、ローマ近郊のアッフィーレに邸宅を構えた。

#### イタリア社会運動
グラツィアーニに対する戦犯追及の拒否と刑期の大幅短縮は、東西冷戦で東側との境目に位置するイタリア共和国で反共組織を支援したい西側諸国の意思が働いていたと見る向きもある。それを裏付ける様に旧共和ファシスト党の党員達が結成したネオ・ファシスト政党イタリア社会運動（MSI）にユニオ・ヴァレリオ・ボルゲーゼ海軍中佐らと参加し、党の後見役を務めている。MSIは戦後イタリアで5番目の規模を持つ政党に成長し、イタリア共産党と対峙してキリスト教民主党と閣外協力を結んでいる。1953年、グラツィアーニはMSI指導部から名誉党首の称号を与えられている。1955年1月11日、72歳のグラツィアーニはローマ滞在中に病没した。
2012年8月、晩年を過ごしたアッフィーレに記念碑を建設する動きが起こった。イタリア国内の左派による反対運動が起きたが、当事者であるアッフィーレの住民が好意的に捉えていた事から建設が決定し、アッフィーレ市長の寄付によって「祖国と名誉」と刻まれた記念碑と霊廟が建設された。一般からの寄付も行われていたが、これは途中でラツィオ州政府によって禁止された。

## 勲章
- 聖マウリッツィオ・ラザロ勲章大十字騎士章
- イタリア王冠勲章大十字騎士章（英語版）
- サヴォイア軍務勲章大十字騎士章（英語版）
- イタリア植民勲章大十字騎士章（伊語版）
- マルタ騎士団勲章（マルタ騎士団）
- 聖シルベストロ教皇騎士団勲章（ヴァチカン市国）

## 逸話
- バドリオと不仲であったと伝えられており、RSIに身を投じたのはそうした感情があったからではないかと言われている。一方、バドリオはグラツィアーニを「優れた大隊長」と揶揄している。
- RSI軍の総司令官であった関係から、イタリア社会運動（ネオ・ファシスト系の政党。後の国民同盟。自由の人民の源流の一つ）の後見人を務めた。

## 創作作品
- 『砂漠のライオン』（1981年）- オリヴァー・リード演